# 杜拜青年國民籃球俱樂部
杜拜青年國民是一支位於阿拉伯联合酋长国杜拜的籃球俱樂部。
2017年阿拉伯青年與杜拜文化合併加入迪拜国民，杜拜國民更名為杜拜青年國民。阿拉伯青年1957年成立時即有設立籃球部門，杜拜國民雖成立於1958年，但直到2012年才設有籃球部門。2024年因菲律賓籃球協會婉拒參加，杜拜青年國民以地主球隊方式獲得亞洲籃球冠軍聯賽的參賽資格。